# Krzywaczka
Krzywaczka est un village du gmina de Sułkowice, dans le powiat de Myślenice, dans la voïvodie de Petite-Pologne en Pologne.